# Gillis Gerleman
John Gillis Harry Gerleman, född 27 mars 1912 i Rogberga församling, Jönköpings län, död 23 juli 1993 i Lund, var en svensk teolog. 
Gerleman blev teologie och filosofie licentiat 1941, teologie doktor 1943, docent i exegetik vid Lunds universitet 1942 och var professor i Gamla Testamentets exegetik i Lund 1949–1978. Han var ledamot av Lunds stifts domkapitel 1954–1958 och från 1964 samt kyrkomötena 1957, 1958 och 1963. Han var ledamot av Humanistiska vetenskapssamfundet i Lund (1950) och av Vetenskapssocieteten i Lund.